# Saouaf (délégation)
Saouaf est une délégation tunisienne dépendant du gouvernorat de Zaghouan.
En 2004, elle compte 12 095 habitants dont 5 756 hommes et 6 339 femmes répartis dans 2 438 ménages et 2 498 logements.